# 225 (număr)
225 (două sute douăzeci și cinci) este numărul natural care urmează după 224 și precede pe 226 într-un șir crescător de numere naturale.

## În matematică
225:
- Este un număr impar.
- Este un număr deficient.[1][2]
- Este un număr puternic.[3][4]
- Este un număr rotund.[5][6]
- Este cel mai mic număr poligonal[7] în cinci moduri diferite:[8]
  - este un număr pătratic ({\displaystyle 225=15^{2}\,});[9]
  - este un număr triunghiular pătratic ({\displaystyle 225=(1+2+3+4+5)^{2}=1^{3}+2^{3}+3^{3}+4^{3}+5^{3}\,});[10]
  - este un număr octogonal[11] și un număr centrat octogonal.[12][13]
  - este un număr 24-gonal;[14][15]
  - este un număr 76-gonal.[16]
- Este pătratul unui număr dublu factorial ({\displaystyle 225=5!!^{2}\,});[17]
- Ca număr Stirling de speța întâi[18] este numărul permutărilor a șase elemente din trei cicluri.[19]
- După 1 și 9 este al treilea număr n în care {\displaystyle \sigma (\varphi (n))=\varphi (\sigma (n))\,}, unde σ este suma divizorilor, iar φ este indicatorul lui Euler.[20]
- Este un număr refactorabil [21][22]
- Este cel mai mic număr pătratic care într-o anumită bază are câte una din fiecare cifră a bazei.[23] (225 = 32014, unde are toate cifrele 0, 1, 2 și 3).
- 225° este unghiul de 5 optimi al cercului.

## În știință

### În astronomie
- Obiectul NGC 225 din New General Catalogue este un roi deschis cu o magnitudine 7 în constelația Casiopeea.
- 225 Henrietta este un asteroid din centura principală.
- 225P/LINEAR este o cometă periodică din sistemul nostru solar.